# Proctocera quadriguttata
Proctocera quadriguttata là một loài bọ cánh cứng trong họ Cerambycidae.